# Puente Jorao
El Puente Jorao («horadado» en cántabro), conocido más recientemente como Puente del Diablo, era una formación natural situada en los acantilados de Cueto (Cantabria, España), antes de entrar en la bahía de Santander. En origen un conducto kárstico, su formación se debió al efecto del oleaje sobre la roca caliza, hecho que sucede en bastantes lugares de la geografía cántabra. Estaba protegido como bien inventariado incluido inmueble.
El área en que se situaba ha sido objeto de estudio en la primera década del siglo XXI por cuanto que funciona de rótula entre las áreas urbanas y rurales de Santander, conservando aún a día de hoy una buena calidad ambiental.
El 4 de noviembre de 2010 la erosión marina acabó con la formación rocosa.